# Bea Van der Maat
Béatrice Marguerite (Bea) Van der Maat (Gent, 15 november 1960 – Leuven, 27 juli 2023) was een Belgische zangeres, presentatrice en actrice.

## Levensloop
Van der Maat groeide op in gezin met vijf meisjes. Het gezin verhuisde vaak vanwege hun vaders werk. Ze woonden onder meer in Itterbeek, Sint-Amandsberg (Oostakker), Tienen en Diest. Van der Maat studeerde regentaat Nederlands-Engels.
Als zangeres begon ze in 1982 bij Chow-Chow totdat die groep in 1985 werd ontbonden. Kort daarop werd ze leadzangeres bij Won Ton Ton dat bekend werd met hun Engelstalige debuutsingle / hit I Lie and I Cheat vanaf oktober 1987 in België (Vlaanderen) en vanaf januari 1988 in Nederland. Als haar persoonlijke muzikale hoogtepunt noemde zij haar soloalbum Thin Skinned uit 1996. Verder zong ze als gastzangeres bij de LSP-band en vanaf 2005 zong ze bij The Belpop Bastards met onder meer Kloot Per W. In 2010 deed ze een muzikale tournee met Guy Swinnen. Daarna stopte ze volledig met zingen.
Als presentatrice begon ze in 1989 toen de nieuwe commerciële televisiezender VTM haar vroeg om het muziekprogramma 10 om te zien te presenteren met Willy Sommers. In 1994 nam Yasmine het van haar over. Daarna volgden het dierenprogramma Dag Coco en het televisiespelletje Studio Gaga. Vanaf 1998 presenteerde ze het natuurprogramma Rare streken op de toen pas opgerichte tweede Vlaamse publieke televisiezender Canvas. In 2021 verscheen Van der Maat in een zeldzame keer nog eens op televisie in een aflevering van Winteruur op Canvas. Ze bracht er het gedicht 'Trees' van de Amerikaanse dichter Joyce Kilmer om haar liefde voor de natuur te betuigen.
In 1989 vroeg Urbanus haar voor de vrouwelijke hoofdrol in de speelfilm Koko Flanel uit 1990. Zonder acteerervaring kreeg ze coaching van Hugo Van den Berghe. In 1992 speelde ze mee als valse sinterklaas in Dag Sinterklaas en in 1994 was ze te zien in een bijrol voor de filmkomedie Max.
Vanaf 2004 gaf Van der Maat Engelse les in het tweede middelbaar van de Middenschool in Keerbergen. Ze was getrouwd met Jan Biesemans, met wie ze een zoon en dochter had. Bea Van der Maat was een nicht van actrice Mitta Van der Maat.
In juni 2022 kreeg ze de diagnose ALS. Een jaar later overleed ze op 62-jarige leeftijd in het Universitair Ziekenhuis Leuven na euthanasie.
- International Standard Name Identifier: 0000 0003 9541 6705
- MusicBrainz: 28665717-50e2-4121-8a77-54617c9d9711
- Nederlandse Thesaurus van Auteursnamen: 089179277
- Virtual International Authority File: 290090606